# SEAT 20v20 Concept
El SEAT 20v20  se presentó en el salón de Ginebra de 2015, se trata de un prototipo de tipo suv de la marca SEAT, la denominación de su nombre significa Visión año 2020, haciendo referencia a cómo ve la marca su futuro para esa fecha.
El diseño exterior cuenta con una carrocería de 5 puertas en color naranja y unas grandes dimensiones su longitud es de 4,66 metros, mientras que el interior es muy de tipo concept con unos colores en gris con tapicería de cuero marrón, el diseño de salpicadero con una gran similitud al del SEAT león de tercera generación y cuenta nuevas tecnologías, realizadas en un acuerdo entre SEAT y la marca Samsung, el cual los dispositivos móviles se pueden conectar atreves del Bluetooth teniendo función de manejo en la pantalla táctil central que alberga el salpicadero, el cual cuenta en la consola con un espacio denominado «Charge Box» donde se puede carga de forma inalámbrica. También incluye un nuevo dispositivo denominado «SEAT Personal Drive» que realiza la acción de llave de contacto y también cuenta con más funciones una de posicionamiento del vehículo donde detecta la ubicación donde este y se puede controlar programando los horarios de carga de la batería y encender el sistema de climatización.

## Motorización
Cuenta con un sistema de propulsión híbrido, movido por un motor eléctrico y otro de gasolina. con caja de cambios automática DSG y tracción en las cuatro ruedas. 

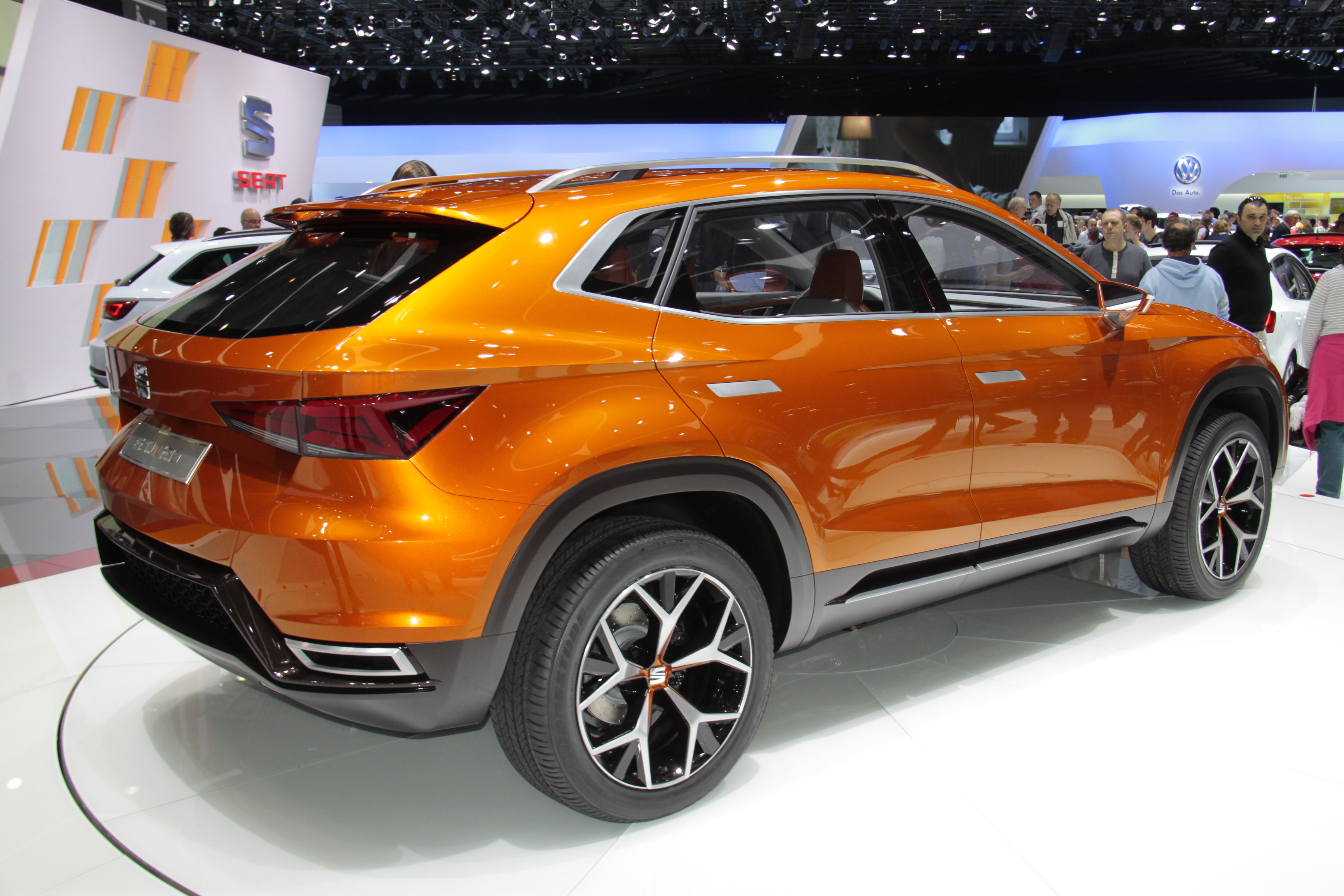
SEAT 20V20 (vista posterior).
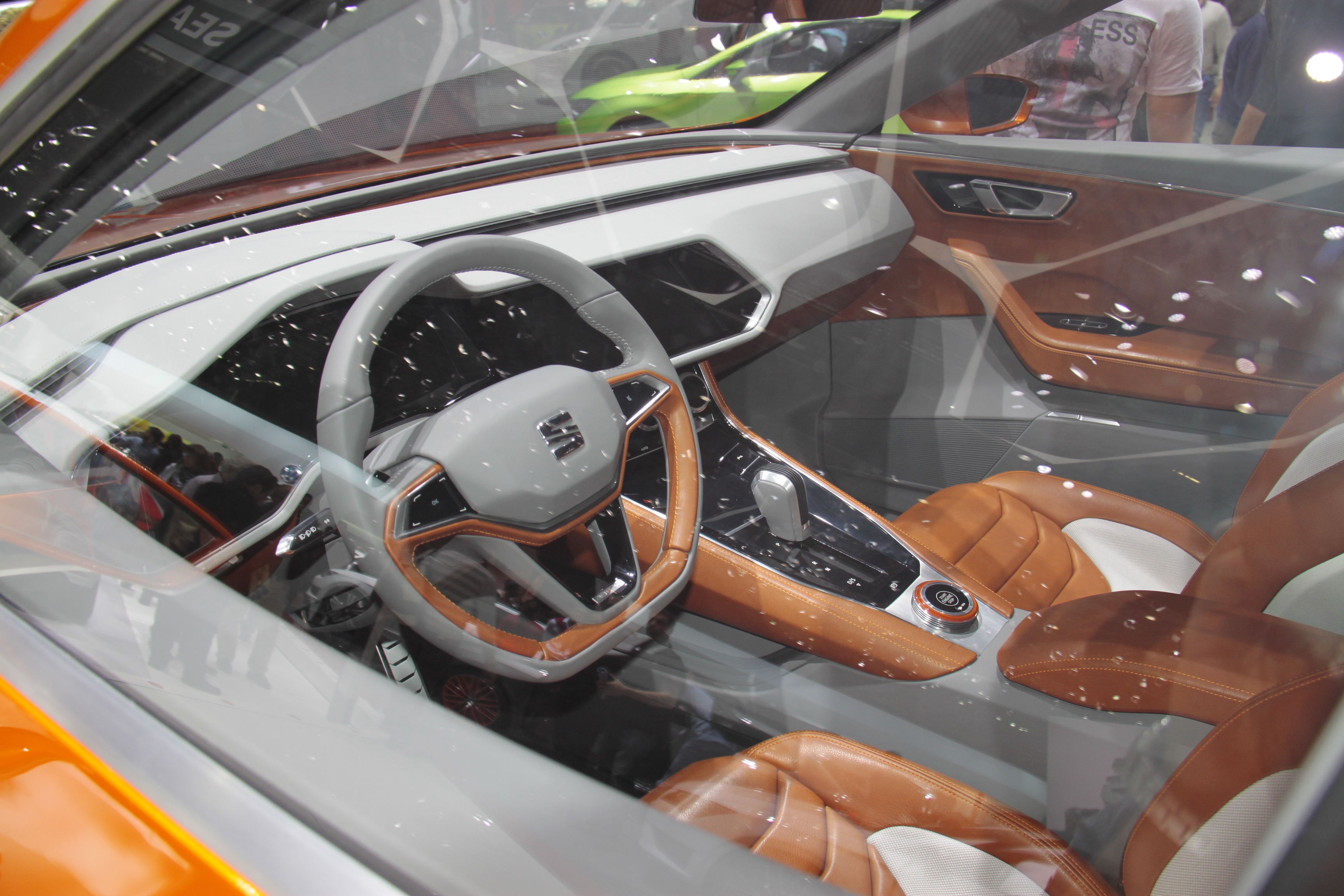
Interior del 20V20.